# والتر هنریکه دا سیلوا
والتر هنریکه دا سیلوا (به پرتغالی: Walter Henrique da Silva) مهاجم اهل برزیل است که در شهر ریسیف و در تاریخ ۲۲ ژوئیهٔ ۱۹۸۹ به دنیا آمده‌است.
والتر هنریکه دا سیلوا در تیم‌های فوتبال باشگاه ورزشی اینترناسیونال سابقهٔ حضور دارد.